# هونولولو شرقی (هاوایی)
هونولولو شرقی (به انگلیسی: East Honolulu) یک منطقهٔ مسکونی در ایالات متحده آمریکا است که در شهرستان هونولولو، هاوایی واقع شده‌است. هونولولو شرقی ۸٫۹ کیلومتر مربع مساحت و ۴۹٬۹۱۴ نفر جمعیت دارد.